# Паскваријели (Беневенто)
Паскваријели је насеље у Италији у округу Беневенто, региону Кампанија.
Према процени из 2011. у насељу је живело 68 становника. Насеље се налази на надморској висини од 356 м.